# Synopeas muticum
Synopeas muticum är en stekelart som först beskrevs av Nees von Esenbeck 1834.  Synopeas muticum ingår i släktet Synopeas och familjen gallmyggesteklar. Arten är reproducerande i Sverige. Inga underarter finns listade i Catalogue of Life.